# Hermann Blomenberch
Hermann Blomenberch (* um 1548 in Lübeck; † 25. Juni 1603 in Bergen (Norwegen)) war ein deutscher Sekretär des Hansekontors in Bergen.

## Leben
Hermann Blomenberch begann sein Studium nach Ostern 1567 an der Universität Rostock und immatrikulierte sich 1583 an der Universität Helmstedt. Im Juni 1584 wurde er von Lübecker Bergenfahrern wie dem Lübecker Ratsherrn Cordt Wolters als Nachfolger des Sekretärs Werner Schellenberg empfohlen. Zu seinen Bürgen für dieses Amt zählte auch der vielfach mit Lübeck verbundene mecklenburgische Kanzler Daniel Zöllner. Blomenberch wurde von den Bergenfahrern für zehn Jahre bei einem Probejahr nach Bergen verpflichtet und traf bereits Mitte Juli 1584 in Bergen ein. Tatsächlich stand er 19 Jahre in Bergen im Dienste des Kontors auf Bryggen. Er verstarb in Bergen nach längerer Krankheit. Blomenberch wurde in der deutschen Marienkirche in Bergen bestattet. Sein Nachfolger als Sekretär wurde Nikolaus Iserhard.